# NGC 5954
NGC 5954 је спирална галаксија у сазвежђу Змија која се налази на NGC листи објеката дубоког неба.
Деклинација објекта је + 15° 12' 4" а ректасцензија 15h 34m 34,9s. Привидна величина (магнитуда) објекта NGC 5954 износи 12,2 а фотографска магнитуда 12,9. Налази се на удаљености од 32,1000 милиона парсека од Сунца. NGC 5954 је још познат и под ознакама UGC 9904, MCG 3-40-6, CGCG 107-8, KCPG 468B, ARP 91, VV 244, PGC 55482.